# Zlatan Bajramović
Zlatan Bajramović (ur. 12 sierpnia 1979 w Hamburgu) – piłkarz bośniacki grający na pozycji lewego lub środkowego pomocnika.

## Kariera klubowa
Rodzice Bajramovicia pochodzą z Bośni i Hercegowiny, ale on sam urodził się już w Hamburgu. Karierę rozpoczynał w tamtejszym klubie FC St. Pauli i 1 grudnia 1998 zadebiutował w jego barwach w 2. Bundeslidze przegranym 2:3 meczem z KFC Uerdingen 05. Początkowo grał w małej liczbie meczów, ale już w sezonie 2000/2001 przebił się do składu i awansował z Sankt Pauli do Bundesligi. Swój pierwszy mecz w pierwszej lidze rozegrał 29 lipca (1. kolejka ligowa), a klub z Hamburga zremisował bezbramkowo z Herthą BSC. Natomiast w 7. kolejce w meczu z Borussią Mönchengladbach (2:2) zdobył swoją pierwszą bramkę. St. Pauli zagrało jednak słabo i zdobywając zaledwie 22 punkty zajęło ostatnią pozycję i zostało zdegradowane do 2. Bundesligi.
Latem 2002 Bajramović opuścił Hamburg i przeszedł za darmo do Freiburga. Tam stał się jedną z gwiazd drużyny i swoimi 15 bramkami w lidze walnie przyczynił się do awansu klubu do ekstraklasy Niemiec. W sezonie 2003/2004 także był jednym z lepszych zawodników Freiburga, który jako beniaminek zajął 13. miejsce i zdołał utrzymać się w lidze. Jednak w sezonie 2004/2005 Zlatan wystąpił tylko w 15 spotkaniach, jednak już w sierpniu doznał kontuzji, która wyeliminowała go z gry na pół roku. Do gry wrócił w styczniu 2005, ale już wtedy strata Freiburga do innych drużyn była tak duża, że degradacja była niemal nieunikniona.
Dobra gra na wiosnę we Frebiurgu spowodowała, że latem 2005 Bajramović na zasadzie wolnego transferu przeszedł do jednej z czołowych drużyn w kraju, FC Schalke 04. W Schalke debiutował jeszcze w lipcu w Pucharze Ligi Niemieckiej, który klub z Gelsenkirchen zdobył wygrywając w finale 1:0 z VfB Stuttgart. W lidze natomiast Zlatan zadebiutował już w 1. kolejce, 7 sierpnia w wygranym 2:1 meczu z 1. FC Kaiserslautern. Wystąpił w 25 spotkaniach i zdobył 4 gole, a z Schalke grał także w fazie grupowej Ligi Mistrzów oraz dotarł do półfinału Pucharu UEFA, z którego niemiecki klub został wyeliminowany przez Sevillę. W lidze zajął z Schalke 4. miejsce. Od początku sezonu 2006/2007 Bajramović grał w pierwszym składzie swojego zespołu, z którym do ostatniej kolejki walczył o mistrzostwo Niemiec, ale to zespół VfB Stuttgart wywalczył prymat.
| Sezon   | Klub                | Kraj   | Rozgrywki             | Mecze | Bramki |
| ------- | ------------------- | ------ | --------------------- | ----- | ------ |
| 1998/99 | FC St. Pauli        | Niemcy | 2. Fußball-Bundesliga | 4     | 0      |
| 1999/00 | FC St. Pauli        | Niemcy | 2. Fußball-Bundesliga | 18    | 2      |
| 2000/01 | FC St. Pauli        | Niemcy | 2. Fußball-Bundesliga | 23    | 2      |
| 2001/02 | FC St. Pauli        | Niemcy | Bundesliga            | 23    | 2      |
| 2002/03 | SC Freiburg         | Niemcy | 2. Fußball-Bundesliga | 31    | 15     |
| 2003/04 | SC Freiburg         | Niemcy | Bundesliga            | 26    | 6      |
| 2004/05 | SC Freiburg         | Niemcy | Bundesliga            | 15    | 3      |
| 2005/06 | FC Schalke 04       | Niemcy | Bundesliga            | 25    | 4      |
| 2006/07 | FC Schalke 04       | Niemcy | Bundesliga            | 27    | 2      |
| 2007/08 | FC Schalke 04       | Niemcy | Bundesliga            | 12    | 0      |
| 2008/09 | Eintracht Frankfurt | Niemcy | Bundesliga            | 6     | 0      |
| 2009/10 | Eintracht Frankfurt | Niemcy | Bundesliga            | 11    | 0      |
|         |                     |        | Łącznie w Bundeslidze | 145   | 17     |

## Kariera reprezentacyjna
W reprezentacji Bośni i Hercegowiny Bajramović zadebiutował 27 marca 2002 roku w zremisowanym 4:4 meczu z Macedonią. W swojej karierze reprezentacyjnej brał już udział w nieudanych eliminacjach do Euro 2004, Mistrzostw Świata 2006 i Euro 2008.